# Wladimir Gadschew
Wladimir Gadschew (* 18. Juli 1987 in Pasardschik) ist ein bulgarischer ehemaliger Fußballspieler. Seine Position war im rechten Mittelfeld.

## Karriere
Gadschews Vater Georgi Gadschew war ebenfalls Profifußballer.  Unter anderem spielte er für Hebar Pasardschik.
Gadzhev begann seine Karriere bei Lewski Sofia. Als er noch in der Jugendmannschaft Lewskis spielte, bekam er einen Vertrag von Panathinaikos Athen angeboten, den er unterschrieb. Da er in seiner ersten Profisaison bei Athen ohne Einsatz blieb, wurde er an Levadiakos ausgeliehen. Dort kam er auf 25 Einsätze in der Saison 2006/07. Zur Saison 2007/08 wurde er an OFI Kreta ausgeliehen und 2008 wurde er an Lewski Sofia zuerst ebenfalls ausgeliehen und 2009 verkauft.
Am 7. Januar 2016 unterschrieb er einen Vorvertrag mit dem russischen Verein FK Kuban Krasnodar, doch zwei Wochen später wurde dieser Vertrag aufgrund der unsicheren finanziellen Lage des Klubs annulliert. Am 24. März 2016 unterschrieb Gadzhev nach einer erfolgreichen Probezeit einen Vertrag beim englischen Verein Coventry City bis Juni 2017. Sein erstes Tor für Coventry erzielte er am 9. August 2016 bei einem 3:2-Sieg gegen den FC Portsmouth im EFL Cup. Beim Gewinn des EFL-Trophy-Finales 2017 stand er als Ersatzspieler im Kader, wurde jedoch nicht eingesetzt.
Nach seiner Zeit in England wechselte Gadzhev zur Saison 2017/18 nach Zypern zu Anorthosis Famagusta, wo er in 24 Ligaspielen zum Einsatz kam und ein Tor erzielte. Zur Saison 2018/19 kehrte er nach Bulgarien zurück und unterschrieb bei Beroe Stara Sagora. In der darauffolgenden Spielzeit 2019/20 spielte er für Hebar Pasardschik.

## Erfolge
- Bulgarischer Meister 2009
- Bulgarischer Supercupsieger 2009